# Liste der Officers des Order of Canada/N
Diese Liste gibt einen Überblick aller Personen, die mit der Auszeichnung Officer of the Order of Canada ausgezeichnet wurden.

## N
1. Louise Nadeau
2. Pierre Nadeau (2009)
3. Arnold Naimark
4. Saran A. Narang
5. Jan F. Narveson
6. Roald Nasgaard (2012)
7. Knowlton Nash
8. Stephen (Steve) Nash
9. Jean-Jacques Nattiez (2011)
10. Susan Marie Nattrass
11. Fernand Nault
12. C. David Naylor
13. Linda F. Nazar (2015)
14. E. R. Ward Neale
15. Louis Boyd Neel
16. Arthur Charles Neish
17. Mary Nesbitt
18. Alex Neve
19. William H. New
20. J. E. (Ted) Newall
21. Eric P. Newell
22. Donald Kenneth Newman
23. Sydney Newman
24. John H. Newmark
25. Christopher Newton
26. Frederick J. Ney
27. Ralph William Nicholls
28. Clarence M. Nicholson
29. L. H. Nicholson
30. Leslie Nielsen
31. Phil Nimmons
32. Howard R. Nixon
33. Robert Laing Noble
34. Bruce Nodwell
35. Arnold M. Noyek (2013)
36. Rene Theophile Nuytten